# Bolitoglossa decora
Espèce
Statut de conservation UICN

 CR B1ab(iii)+2ab(iii) : 
En danger critique
Bolitoglossa decora est une espèce d'urodèles de la famille des Plethodontidae.

## Répartition
Cette espèce est endémique du département d'Olancho au Honduras. Elle se rencontre dans le parc national La Muralla entre 1 430 et 1 550 m d'altitude sur le versant Atlantique du mont Escondido.

## Publication originale
- McCranie & Wilson, 1997 : Two new species of salamanders (Caudata: Plethodontidae) of the genera Bolitoglossa and Nototriton from Parque Nacional La Muralla, Honduras. Proceedings of the Biological Society of Washington, vol. 110, p. 366-372 (texte intégral).